# An Yun-chol
An Yun-chol (* 7. September 1988) ist ein ehemaliger nordkoreanischer Eishockeyspieler.

## Karriere
An Yun-chol trat für die nordkoreanische Nationalmannschaft erstmals bei der Weltmeisterschaft 2006 in der Division II an. Anschließend wurde er erst vier Jahre später für die Weltmeisterschaft 2010 nominiert, bei der er in der Division III antrat und mit dem Team wieder in die Division II aufstieg.
Auf Vereinsebene spielte An von 2005 bis 2010 für Taesongsan in der nordkoreanischen Eishockeyliga.

## Erfolge und Auszeichnungen
- 2010 Aufstieg in die Division II bei der Weltmeisterschaft der Division III, Gruppe B